# Der Engel mit den blutigen Flügeln
Der Engel mit den blutigen Flügeln ist ein US-amerikanischer Kriegsfilm aus dem Jahr 1957 von Douglas Sirk mit Rock Hudson in der Hauptrolle. Der Film wurde von Universal-International Pictures produziert und basiert auf der 1956 erschienenen Autobiografie By Faith I Fly des Lieutenant Colonel der US Air Force Dean Hess. 

## Handlung
Reverend Dean Hess ist 1950 als Pastor in der Stadt Westhampton, Ohio, tätig. Der ehemalige Bomberpilot der US Air Force wird von Schuldgefühlen geplagt, wie er seiner Frau Mary gesteht. Während eines Einsatzes im Zweiten Weltkrieg über Deutschland konnte er seine Bomben nicht zum berechneten Zeitpunkt auslösen. Dadurch verfehlte er sein Missionsziel. Seine Bomben zerstörten eine Kirche, wobei 37 Kinder im benachbarten Waisenhaus ums Leben kamen. Nun wird er von der Air Force zum Dienst im ausgebrochenen Koreakrieg berufen und soll koreanische Piloten ausbilden. Mary befürchtet, dass dies seine Schuldgefühle noch verstärken wird.
In Seoul bekommt Hess von General Timberidge den Befehl, das bislang schlampige Training auf einem verlassenen Flugfeld zu übernehmen. Er soll unter allen Umständen Feindkontakte vermeiden, um die wenigen verfügbaren Flugzeuge nicht zu verlieren. Hess kommt noch vor den koreanischen Offizieren auf dem Flugfeld an und bringt die liederliche Kompanie, unter ihnen auch sein Kriegskamerad Captain Skidmore, auf Vordermann. Da Werkzeuge fehlen, um das Flugfeld wieder in Stand zu setzen, fährt Hess mit seinem Adjutanten Sergeant Herman in die nächste Stadt. In der von feindlichen Bombern schwer getroffenen Stadt begegnet er der Lehrerin En Soon Yang, die ihm eine alte Planierraupe zeigt. Mit der Maschine kann die Landebahn rechtzeitig repariert werden, als die koreanischen Piloten unter Major Chong erscheinen. Das Training der nächsten Wochen verläuft problemlos. Als Major Moore feindliche Flugzeuge sichtet, erlaubt Hess, dass seine Piloten zum Eigenschutz aufmunitioniert werden. Als die Kompanie das Erntedankfest feiert, schleichen sich Waisenkinder ins Lager und durchwühlen den Abfall nach Essensresten. Hess sieht, wie der Ordonnanz-Offizier die Kinder verjagt, und ordnet an, dass jedes Flüchtlingskind mit Essen versorgt wird. Schon bald finden sich unzählige hungrige Kinder im Lager ein. 
Bei einem Übungsflug erhält Skidmore über Funk eine Hilfsanfrage einer US-Einheit, die von feindlichen Panzern angegriffen wird. Skidmore ignoriert die Anweisung von Hess und führt den Angriff aus. Die feindlichen Panzer werden vernichtet, jedoch wurde auch ein Lastwagen mit Kindern und Krankenschwestern getroffen, was dem verantwortlichen Piloten, Lieutenant Maples, schwer zusetzt. Hess erfährt von dem nicht genehmigten Angriff und erteilt Skidmore Flugverbot. Skidmore kritisiert seinen alten Freund als zu weich für den Kriegseinsatz. Hess spricht mit Maples, der überzeugt ist, dass alles Teil von Gottes Plan sei.
Als Major Chong einen der Flüchtlinge als nordkoreanischen Spion entlarvt, wird Hess klar, dass er keine Zivilisten mehr im Camp erlauben kann. Er lässt die Kinder auf Lastwagen steigen, um sie zurück in die Stadt zu bringen. Auf dem Weg entdeckt er einen alten buddhistischen Tempel, in dem sich En Soon um ein paar kranke Kinder kümmert. Hess kann die junge Frau überzeugen, aus dem Tempel eine Zuflucht für Waisenkinder zu machen. En Soon erhält Unterstützung von Lu Ahn, einem alten Elfenbeinschnitzer. Hess beauftragt Maples mit der Hilfe für En Soon und schickt Herman aus, Süßigkeiten zu beschaffen. Mit der Hilfe des ganzen Camps wird der Tempel schnell hergerichtet, so dass schon bald an die 400 Waisenkinder Unterschlupf finden. Eines Abends erzählt En Soon Hess von ihrer Heimat, der Insel Jeju-do in der Koreastraße, auf der sie mit den Kindern sicher wäre. Hess erhält einen Brief seiner Frau und erfährt, dass sie schwanger ist. Hess eilt zum Hauptquartier und kann Mary anrufen. Bevor die Verbindung abbricht, kann er ihr noch sagen, wie glücklich er ist. En Soon, die nicht wusste, dass Hess verheiratet ist, und sich in ihn verliebt hat, ist unglücklich, reicht ihm aber einen Pinienzweig, das koreanische Symbol für Ewigkeit. 
Einige Wochen später wird die Gegend von chinesischen Einheiten angegriffen. Hess muss mit seinen Männern Gegenangriffe fliegen und wird dabei beinahe getötet. Wieder überkommen ihn Schuldgefühle, doch Lu Ahn überzeugt ihn, auf Gottes Urteil zu warten. Schwere Regenfälle haben die Startbahn mit Schlamm überzogen. Als sich feindliche Panzer nähern, melden sich Hess und Skidmore freiwillig, einen Start zu versuchen. Mit ihrer Erfahrung schaffen die beiden den Start und können die feindlichen Panzer vernichten. Allerdings wird Skidmore dabei schwer verwundet. Über Funk spricht Hess mit seinem Freund, der dadurch seine Angst vor dem Tod verliert und seinen Glauben wiederfindet.
Hess bekommt neue Befehle und muss das Camp verlassen. Er verabschiedet sich von En Soon und von dem todtraurigen Chu, für den er zu einer Art Vaterersatz geworden ist. Im Hauptquartier erfährt er, dass der Flugplatz angegriffen wird. Sofort setzt er sich in einen Jeep und rast zu dem alten Tempel, wo Herman und Maples dabei sind, die Kinder zu evakuieren. Da die Flugzeuge zerstört sind, müssen Hess und die Kinder zum nächsten Flugfeld marschieren, das ca. 15 km entfernt ist. Hess fährt mit dem Jeep voraus, nur um zu sehen, dass gerade das letzte Flugzeug abgehoben hat. Er rast weiter zum nächsten Navyhafen. Ein Sergeant, der noch auf dem Flugfeld ist, funkt General Timberidge an und informiert ihn, wo Hess sich gerade aufhält. Am Hafen gibt es keine Schiffe für Zivilisten. Hess kehrt bedrückt zum Flugfeld zurück. Das Flugfeld wird von chinesischen Bombern angegriffen, En Soon kommt dabei ums Leben. Hess lässt eine Beerdigungszeremonie durchführen und schmückt ihr Grab mit einem Tannenzweig. Unvermutet tauchen fünf Transportflugzeuge auf, beordert von General Timberidge, und evakuieren alle Kinder und Soldaten.
Monate später besucht Hess mit seiner Frau die Insel Jeju-do. Das dort neu errichtete Waisenhaus versieht er mit einer Plakette: Gewidmet En Soon Yong, 1950.

## Hintergrund

### Produktion
Gedreht wurde der Film vom 12. März bis Anfang Mai 1956 in Arizona und in den Universal-Studios in Universal City. Hintergrundaufnahmen entstanden in der südkoreanischen Hauptstadt Seoul.
Im Vorspann wird dem US-Verteidigungsministerium, der US Air Force, der Luft-Nationalgarde von Texas und der Nationalgarde von Arizona gedankt. Im Abspann wird der Film all denen gewidmet, die nicht gerettet werden konnten. General Earle E. Partridge, der im Film durch General Timberidge personifiziert wird, sagte in einem Vorwort, dass der Mut und die Opferbereitschaft von Hess stellvertretend für das Gute im Menschen stehe.
Laut dem Presseheft von Universal spielten 25 der von Hess geretteten Kinder eine Rolle in dem Film. Auch die Leiterin des Waisenhauses, On Soon Wang, hat eine Rolle. Es gab über 100 Adoptionsanträge für die Kinder. Zwar erlaubten Bestimmungen der US-Regierung keine Adoption, dennoch wurde der Darsteller des Chu, Jung Kyoo Pyo, 1957 adoptiert.
Universal kaufte die Rechte an der Biografie 1956. Den Erlös stiftete Dean Hess seiner Stiftung Hope Inc., die sich um südkoreanische Waisenkinder kümmert.
Regisseur Sirk verletzte sich im März 1956 am Set und brach sich den Knöchel. Seine Regieassistenten John Sherwood und Marshall Green übernahmen die Regiearbeit. Sirk kehrte im Mai wieder zurück und arbeitete vom Rollstuhl aus.

### Stab
Alexander Golitzen und Emrich Nicholson waren die Filmarchitekten, Russell A. Gausman und Oliver Emert die Szenenbildner. Bill Thomas war für die Kostüme verantwortlich, Leslie I. Carey und Corson Jowett für den Ton sowie Clifford Stine für die Spezialeffekte und Bud Westmore für das Make-up. Philip H. Lathrop arbeitete als Kameratechniker. Joseph Gershenson war der musikalische Direktor.

### Besetzung
In einer kleinen nicht im Abspann erwähnten Nebenrolle trat James Hong als Major Chong auf.
Abgedrehte Szenen mit Richard Loo und Teru Shimada wurden im Film nicht verwendet, dennoch erhielten beide Darsteller einen Credit.

## Synchronisation
| Rolle           | Schauspieler      | Deutscher Synchronsprecher |
| --------------- | ----------------- | -------------------------- |
| Col. Dean Hess  | Rock Hudson       | Gert Günther Hoffmann      |
| Mary Hess       | Martha Hyer       | Renate Danz                |
| Sgt. Herman     | Dan Duryea        | Fritz Tillmann             |
| Cpt. Skidmore   | Don DeFore        | Heinz Engelmann            |
| En Soon Yang    | Anba Kashfi       | Marion Degler              |
| Major Moore     | Jock Mahoney      | Axel Monjé                 |
| Koch            | Alan Hale jr.     | Benno Hoffmann             |
| Lt. Maples      | James Edwards     | Günter Pfitzmann           |
| Gen. Timberidge | Bartlett Robinson | Siegfried Schürenberg      |
| Major Chong     | James Hong        | Gerd Martienzen            |

Anmerkung: Die kursiv geschriebenen Namen sind Rollen und Darsteller, die nicht im Abspann erwähnt wurden.
Die Einleitung wurde im Original von General Earle E. Partridge gesprochen. In der deutschen Synchronfassung wird er von Friedrich Joloff gesprochen.

## Veröffentlichung
Die Premiere des Films fand am 14. Februar 1957 in Marietta statt, der Heimatstadt von Dean Hess. Der allgemeine Kinostart in den USA erfolgte am 20. Februar 1957. In der Bundesrepublik Deutschland kam er am 13. September 1957 in die Kinos.

## Kritiken
Der Filmkritiken-Aggregator Rotten Tomatoes hat in einer Auswertung von über 1.000 User-Kritiken ein Publikumsergebnis vn 23 Prozent positiver Bewertungen ermittelt.
Das Lexikon des internationalen Films schrieb: „Der Film, tatsächlichen Ereignissen nacherzählt, vernachlässigt seelische Konflikte und geistige Hintergründe und konzentriert sich ganz auf das publikumswirksame, sentimentale Drama.“
Die Filmzeitschrift Cinema sah in dem Werk ein überzeugendes Antikriegsmelodram.
Bosley Crowther von der The New York Times befand, dass das Aufrichtigste und Günstigste, was man über den Film sagen könne, sei, dass er konventionell sei und Rock Hudson in der Heldenrolle habe. Der Film lasse kein einziges Klischee aus. Besonders bemerkenswert sei, dass die hungernden Waisenkinder alle sauber, wohlgenährt und entwaffnend niedlich seien.
Tzveta Bozadijeva schrieb im Portal Filmreporter, der als Fehlbesetzung angesehene Rock Hudson hauche seiner Figur Leben ein. Trotz einiger melodramatischer Übertreibungen zeige sich Douglas Sirk ungewohnt politisch.

## Auszeichnungen
1957 wurde der Film mit dem Golden Globe Award in der Kategorie Bester Film zur Förderung der Völkerverständigung ausgezeichnet.
Das Boxoffice Magazine ehrte Douglas Sirk im gleichen Jahr für den besten Film des Monats März für die ganze Familie.